# Il faraone, il selvaggio e la principessa
Il faraone, il selvaggio e la principessa (Le Pharaon, le Sauvage et la Princesse) è un film d'animazione del 2022, scritto e diretto da Michel Ocelot.

## Trama
Una peculiare narratrice racconta tre storie: una ambientata nell'antico Egitto, una ambientata nell'Alvernia del Medioevo, e una romantica ambientata nell'Oriente del XVIII secolo.
Il faraone
Nel regno di Kush, un giovane re e una principessa si amano, ma vengono rifiutati dalla madre di quest'ultima e non possono sposarsi. La regina ritiene infatti che il re non sia degno della ragazza, la quale sposerà invece il faraone d'Egitto. La principessa sa che il faraone non la sposerà mai, e che sua madre semplicemente non vuole che lei si sposi. Dice dunque al suo amante di risalire il Nilo, di conquistare l'Egitto per diventare faraone. Cosa che lui farà con l'aiuto degli dei, e non con la forza, bensì grazie alla sua saggezza e alle sue qualità di buon sovrano. Ritorna nel suo paese natale, trionfante, e può sposare la sua amata.
Il selvaggio
Nel Medioevo, in Alvernia, l'irascibile Signore di un castello sgrida continuamente il giovane figlio e lo manda a giocare a palla nel cortile. La palla rotola nella prigione dove si trova un misterioso detenuto. Inizia un dialogo tra i due. Il prigioniero parla di sua figlia al ragazzo e lo convince a rubare la chiave del carceriere per dargliela. Quando apprende che il prigioniero è scappato, il signore vuole far impiccare il carceriere. Il ragazzino, però, denuncia se stesso. Quindi suo padre ordina ai servi di portarlo nella foresta e di ucciderlo. I servi lo conducono, ma si rifiutano di ucciderlo e lo congedano munendolo di utili oggetti e consigli. Anni dopo, un misterioso e affascinante selvaggio dà del filo da torcere al signore, privando regolarmente il prevosto delle entrate fiscali per ridistribuirle ai contadini. L'invio di uomini armati per proteggere il prevosto non cambia nulla. Il selvaggio finisce per portare i contadini alla rivolta. Soldati e servi lasciano il castello, ed il signore si ritrova solo. Il castello viene poi assalito e facilmente conquistato da un vicino del signore, che si scopre essere il prigioniero evaso. Il selvaggio è il figlio del signore, e sposerà la figlia dell'ex prigioniero.
La principessa delle rose e il principe dei bignè
Nel XVIII secolo, in Oriente, un giovane principe deve fuggire dal suo palazzo e dal suo paese per sfuggire a degli assassini, e si rifugia nella città vicina dove diventa venditore di ciambelle. Le sue deliziose ciambelline vengono apprezzate da tutti. La principessa locale se le fa portare nel suo palazzo e le trova molto di suo gradimento. Trova anche il venditore molto attraente. Essendo la cosa reciproca, i due amanti trovano un punto d'incontro in una parte del palazzo non occupata e presumibilmente infestata. Ma il sultano li scopre e li fa gettare in una prigione sotterranea. Il principe, però, aveva nascosto nella prigione un mestolo, il cui manico permette adesso loro di sollevare una lastra e scappare. Decidono di unirsi ad una carovana per fuggire dalla città. Predoni attaccano la carovana, e il loro capo vuole fare della principessa la sua schiava. Lei si ribella, riuscendo col principe a disarmare i saccheggiatori. Per ringraziarli, gli altri membri della carovana regalano loro bellissimi abiti e gioielli, e i due amanti concludono il viaggio in uno splendido palanchino.

## Produzione
Si tratta del primo film d'animazione prodotto, seppur in parte, dal Museo del Louvre.

## Distribuzione
La première del film ha avuto luogo alla quarantaseiesima edizione del Festival internazionale del film d'animazione di Annecy il 14 giugno 2022.
In Francia il film è stato distribuito in data 19 ottobre 2022.
In Italia il film ha avuto la sua anteprima nella sezione Alice nella città della diciassettesima Festa del Cinema di Roma (2022), ed è uscito nelle sale cinematografiche distribuito da Movies Inspired il 14 dicembre 2023. È stato inoltre presentato al ventitreesimo Sottodiciotto Film Festival.

## Riconoscimenti
- 2022 – Festival del cinema europeo di Siviglia
  - in concorso per il Giraldillo d'oro
- 2023 – Premio Lumière
  - Candidatura al Premio Lumière per il miglior film d'animazione[12]